# Красночабанский сельсовет
Красночабанский сельсовет — сельское поселение в Домбаровском районе Оренбургской области Российской Федерации.
Административный центр — посёлок Красночабанский.

## История
9 марта 2005 года в соответствии с законом Оренбургской области № 1898/326-III-ОЗ образовано сельское поселение Красночабанский сельсовет, установлены границы муниципального образования.

## Население
| 2010 | 2012 | 2013 | 2014 | 2015 | 2016 | 2017 |
| ---- | ---- | ---- | ---- | ---- | ---- | ---- |
| 915  | ↗916 | ↘879 | ↘856 | ↘835 | ↘787 | ↘775 |
| 2018 | 2019 | 2020 | 2021 |      |      |      |
| ↘759 | ↘722 | ↘686 | ↘652 |      |      |      |

## Состав сельского поселения
| № | Населённый пункт | Тип населённого пункта          | Население |
| - | ---------------- | ------------------------------- | --------- |
| 1 | Аккудук          | посёлок                         | 59        |
| 2 | Кинжебулак       | село                            | 49        |
| 3 | Красночабанский  | посёлок, административный центр | 604       |
| 4 | Тюльпанный       | посёлок                         | 203       |